# Chiesa di Maria Santissima del Rosario (Ceppaloni)
La chiesa del SS. Rosario della Beata Vergine Maria è un edificio religioso che si affaccia sulla piazza principale di Beltiglio frazione del comune di Ceppaloni in provincia di Benevento e arcidiocesi di Benevento.

## Storia
La chiesa fu fondata il 3 novembre 1629 da Giovan Vincenzo Maio su un proprio fondo nel luogo detto "il Palazzo", prospiciente la piazza del casale delle Chianche, oggi Beltiglio.
L'edificio, sino alla prima metà del Settecento, era una cappella a pianta rettangolare di modeste dimensioni (8 m x 5 m circa) avente la porta d'ingresso orientata verso ovest. Sull'altare, situato in fondo alla cappella, era posto un quadro su tavola della Madonna del Rosario. Nel 1706 fu costruito un nuovo altare in stile barocco dedicato dal cardinale Vincenzo Maria Orsini.
Nel 1716 lo giuspatronato della chiesa passò dagli eredi Maio ai Mazzeo di Chiusano.
La chiesa subì un primo ampliamento nel 1765; ne resta traccia nel portale posto sul lato ovest, oggi murato, che reca la datazione. Nel 1865 subì un restauro, mentre un consistente rifacimento è invece riferibile al periodo compreso tra la fine dell'Ottocento e primi anni del Novecento, quando la chiesa fu notevolmente ampliata, mentre la nuova facciata fu posizionata a sud.

## Architettura
La chiesa ha pianta rettangolare con una navata principale e due piccole laterali. La facciata è in stile neoromanico. Con i lavori di rifacimento dell'interno di fine anni sessanta e primi anni settanta si sono adeguati gli spazi celebrativi secondo le nuove disposizioni conciliari. Tra le opere realizzate spiccano: la statua lignea della Madonna del Rosario posta in alto sull'abside che è rivestito in marmo rosa Portogallo; l'altare, realizzato con lo stesso marmo, raffigura quattro pesci che con le code sorreggono la mensa; le statue lignee di San Biagio, compatrono del paese, e Sant'Antonio da Padova, sono poste ciascuna su piccoli altari situati in fondo alle navate laterali.
All'esterno, in corrispondenza del portale settecentesco murato, è stato collocato nel 2003 il busto bronzeo del dott. Modestino Zerella, grand'ufficiale dell'Ordine al merito della Repubblica italiana, direttore generale dell'Azienda di Stato per i servizi telefonici, benefattore della stessa chiesa .

## La parrocchia
La chiesa era in origine una cappella campestre dipendente dalla chiesa arcipretale di San Nicola Vescovo di Ceppaloni. Nel 1905 l'arcivescovo di Benevento concesse ampia autonomia nella gestione della rettoria cui era preposto un economo curato. Con decreto arcivescovile del 1º dicembre 1942 venne eretta in autonoma chiesa parrocchiale con il nome di "SS. Rosario della Beata Vergine Maria".
La circoscrizione parrocchiale coincide con l'ambito amministrativo della frazione Beltiglio del comune di Ceppaloni. Primo parroco fu don Eugenio Catalano a cui successe don Luigi Lo Viscovo (1924-2014). Dal settembre 2010 la parrocchia è retta da amministratori parrocchiali.